# Michele Bellucci
Michele Bellucci (16 giugno 1826 – 1908) è stato un militare italiano.

## Biografia
Ex-allievo delle Scuola Militare Nunziatella di Napoli, se ne hanno poche notizie biografiche.
Apparteneva certamente alla nobile famiglia Bellucci, di origine calabrese, avente il titolo di nobili di Ciolla.
La famiglia Bellucci fu investita del feudo di Ciolla il 10 gennaio 1552 nella persona del capostipite Domenico, ed il casato fu ammesso alle Regie Guardie del Corpo del Regno delle Due Sicilie il 3 maggio 1845. Ritroviamo inoltre citazione della famiglia tra quelle componenti il Sacro Militare Ordine Costantiniano di San Giorgio.
Figlio del colonnello di cavalleria Francesco Bellucci, Michele Bellucci si distinse durante la campagna di Sicilia del 1848, meritando in particolare la medaglia d'oro al valor militare per il coraggio dimostrato in occasione della presa di Taormina.
Michele ebbe una luminosa carriera nell'Esercito delle Due Sicilie, che lo portò ad essere ufficiale di Stato Maggiore con il grado di 2° tenente aggiunto dell'11º Reggimento di Linea, e ad essere uno degli estremi difensori del regno. Nell'ambito dell'invasione piemontese, partecipò come ufficiale delle truppe borboniche alla battaglia del Volturno (1º ottobre 1860), meritando la croce di Cavaliere del Reale Ordine di San Ferdinando e del Merito. Successivamente, fu uno dei migliori ufficiali nell'ambito dell'assedio di Gaeta.
Una volta caduta la fortezza di Gaeta il 14 febbraio 1861, Michele Bellucci si ritirò a vita privata.